# Aramits
Aramits là một xã thuộc tỉnh Pyrénées-Atlantiques trong vùng Nouvelle-Aquitaine in Nouvelle-Aquitaine ở tây nam nước Pháp. Xã này nằm ở khu vực có độ cao trung bình 212 mét trên mực nước biển.
Là quê hương của Henri d'Aramitz, Aramis trong các tiểu thuyết Ba chàng ngự lâm, Hai mươi năm sau và The Vicomte de Bragelonne của Alexandre Dumas, père.